# Augusto Fiorentini
Augusto Fiorentini (Ferrara, 16 giugno 1929 – Roveré della Luna, 10 agosto 2010) è stato un sollevatore italiano.

## Biografia
Nato nel 1929 a Ferrara, gareggiava nella classe di peso dei pesi massimi leggeri (82.5 kg).
Nel 1951 ha vinto una medaglia di bronzo agli Europei di Milano, terminando con 357.5 kg alzati, dietro al francese Jean Debuf con 392.5 kg e all'austriaco Wilhelm Flenner con 362.5. Nello stesso anno partecipa ai campionati mondiali di Milano, classificandosi al sesto posto.
A 23 anni ha partecipato ai Giochi olimpici di Helsinki 1952, nei pesi massimi-leggeri, terminando 13º con 360 kg alzati, dei quali 105 nella distensione lenta, 110 nello strappo e 145 nello slancio. 

## Palmarès

### Europei
- 1 medaglia:
  - 1 bronzo (82.5 kg a Milano 1951)